# Billy Monger
Billy Monger (Charlwood, Surrey, 1999. május 5. –) brit autóversenyző. Beceneve "Billy The Whizz" azaz "Billy a süvítés" utalva gyorsaságára. Pályafutása elején a Ginetta Junior bajnokságban ért el sikereket, illetve a brit Formula–4-es bajnokságban állt rajthoz.

## Pályafutása
Billy Monger első versenyautója egy az édesapja által vásárolt gokart volt.
2016-ban a JHR Developments színeiben a brit Formula–4-es bajnokságban állt rajthoz. Háromszor végzett dobogós helyen és 12. helyen zárta a bajnokságot. A 2017-es szezonban maradt a csapatnál. A 2017. április 16-án rendezett Donington parki futamon súlyos balesetet szenvedett, aminek következtében mindkét lábát térd alatt amputálni kellett. Csapata létrehozta a JustGiving oldalt, amelyen gyűjtést szerveztek számára és több aktív Formula–1-es pilóta is - köztük Jenson Button, Lewis Hamilton, Max Verstappen, Daniel Ricciardo, Jolyon Palmer és Nico Hülkenberg - együttérzéséről, valamint támogatásáról biztosította az akkor 17 éves versenyzőt.
2017 júniusában bejelentették, hogy novemberben Monger újra versenyautóba ül. A V de V Challenge Endurance Proto keretein belül egy kifejezetten mozgássérültek számára kialakított versenyautót vezetett, egy olyan program részeként, amely mozgássérült versenyzőket szeretne felkészíteni a 2020-as Le Mans-i 24 órás autóversenyre. 2017 júliusában egy szintén speciálisan kialakított, kiegészített kézifék-vezérlésű Volkswagen Beetle-t tesztelt.
2018 februárjában balesetét követően első ízben ült együléses, nyitott karosszériás versenyautóba, amikor a BRDC brit Formula 3-as bajnokságban részt vevő kocsiját tesztelte az Oulton Parkban, a Carlin csapatának. A következő hónapban Monger megerősítette, hogy a csapat színeiben rajthoz áll a bajnokság nyitófutamán, amit szintén ezen a pályán rendeztek meg. Annak érdekében, hogy rajthoz állhasson a sorozatban, a Nemzetközi Automobil Szövetség külön engedélyére volt szükség, miután a sportági irányító testület szigorúan szabályozta a fogyatékkal élők versenyzési lehetőségeit. A tilalmat végül a testület 2017 decemberében feloldotta. Azóta a fogyatékkal élők is rajthoz állhatnak együléses versenysorozatban egy a számukra speciálisan átalakított versenyautóval. Monger harmadik lett a Oulton Parkban.
2018-ban a Carlin Motorsport színeiben a brit Formula 3-as bajnokságban versenyzett, ahol a 6. helyen végzett az összetett pontversenyben. 2018 novemberében életrajzi filmet adtak ki történetéről Driven: The Billy Monger Story címen, amit a BBC gyártott és a BBC Three online csatornáján vált elérhetővé. 2018 júniusában egy átalakított Sauber C30-as volánja mögött ülve életében először Formula–1-es autót is vezethetett.

## Eredményei

### Karrier összefoglaló
| Szezon | Bajnokság                           | Csapat           | Futam | Győzelem | Pole pozíció | Leggyorsabb kör | Dobogós helyezés | Pont | Helyezés |
| ------ | ----------------------------------- | ---------------- | ----- | -------- | ------------ | --------------- | ---------------- | ---- | -------- |
| 2015   | 2015-ös Ginetta Junior bajnokság    | JHR Developments | 20    | 2        | 1            | 1               | 7                | 325  | 5.       |
| 2016   | 2016-os brit Formula–4-es bajnokság | JHR Developments | 27    | 0        | 1            | 0               | 3                | 78   | 12.      |
| 2017   | 2017-es brit Formula–4-es bajnokság | JHR Developments | 6     | 0        | 0            | 0               | 2                | 44   | 14.      |
| 2017   | 2017-es brit Challenge-kupa         | JHR Developments | 6     | 4        | 0            | 1               | 4                | 100  | 6.       |
| 2018   | 2018-as brit Formula–3-as bajnokság | Carlin           | 23    | 0        | 2            | 3               | 4                | 301  | 6.       |

## További információ
- Hivatalos weboldal
- Billy Monger, DriverDB.com